# Arbeiter verlassen die Lumière-Werke
Arbeiter verlassen die Lumière-Werke (Originaltitel: La Sortie de l’Usine Lumière à Lyon, auch bekannt als: La Sortie des usines Lumière) ist ein französischer Kurzfilm aus dem Jahr 1895. Er gilt als der älteste Film der Brüder Lumière, wurde bei der ersten öffentlichen Präsentation des Cinématographe vorgeführt und zählt zu den Filmen, die am 28. Dezember 1895 im Pariser Salon Indien du Grand Café erstmals einem zahlenden Publikum gezeigt wurden. Von dem rund 50 Sekunden dauernden Streifen existieren mehrere Versionen, die vermutlich alle im Frühjahr oder Sommer 1895 hergestellt wurden.
Gezeigt werden die zahlreichen Mitarbeiter der fotografischen Fabrik der Familie Lumière, die zur Mittagspause das Werksgelände verlassen. Auch wenn diese einzige Einstellung inszeniert wurde, gilt der Film als stilbildend für dokumentarische Ansichten der frühen Filmgeschichte. Arbeiter verlassen die Lumière-Werke wurde ein internationaler Erfolg, fand zahlreiche Nachahmer und gilt als ein bekanntes Beispiel des frühen Kinos.

## Handlung
Der Film besteht aus einer einzigen Einstellung. Die Fabriktore der Lumière-Werke in Montplaisir, einem Vorort Lyons, werden zur Mittagspause geöffnet. Die größtenteils weiblichen Mitarbeiter verlassen das Werk und treten nach links oder rechts aus dem Bild. Einzelne Arbeiter sind auf dem Fahrrad unterwegs, in einigen Versionen des Films sind auch ein Pferdefuhrwerk sowie ein Hund zu sehen. Nachdem alle Mitarbeiter das Firmengelände verlassen haben, werden die Tore wieder geschlossen.

## Entstehungsgeschichte

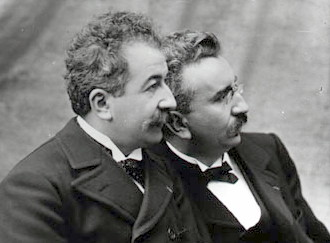
Louis (rechts) und Auguste Lumière, 1895

Die Entstehung von Arbeiter verlassen die Lumière-Werke ist eng mit der Erfindung des Cinématographen verbunden und stellt den Abschluss der ersten Entwicklungsstufe der neuen Filmkamera dar. Den Anstoß zur Erfindung gab Antoine Lumière, der Vater von Louis und Auguste, als er im Sommer 1894 von einem Besuch aus Paris ein Muster eines Zelluloidfilmstreifens mitbrachte, der in den von Thomas Alva Edison erfolgreich vertriebenen Kinetoskopen verwendet wurde.
Die Lumières, die sich in ihrer Firma Société Anonyme des Plaques et Papiers Photographiques Antoine Lumière et ses Fils (kurz: Société Lumière) auf die Produktion fotografischer Platten spezialisiert hatten, erkannten sofort das kommerzielle Potenzial dieser Filmstreifen und begannen mit der Entwicklung einer eigenen Apparatur zur Aufnahme bewegter Bilder. Sie sahen eine sinnvollere Nutzung des neuen Mediums Film in der Projektion der aufgenommenen Bilder anstelle der von Edison favorisierten Betrachtung durch ein Vergrößerungsglas in einem Guckkasten. Ende 1894 gelang Louis Lumière mit der Entwicklung eines intermittierenden Filmantriebs der entscheidende Schritt in der Bildprojektion.
Das Ergebnis der Verbesserungen war der am 13. Februar 1895 patentierte Cinématographe (französisches Patent No. 245.032), der nicht nur als Filmkamera, sondern auch als Kopiermaschine und Filmprojektor eingesetzt werden konnte. Anders als die sperrige Kamera Edisons, die fast ausschließlich nur in einem eigens errichteten Filmstudio – der Black Maria – eingesetzt werden konnte, war der Cinématographe ein tragbares, handbetriebenes Gerät, das den Lumières als passionierten Fotografen die Arbeit im Freien ermöglichte.
Arbeiter verlassen die Lumière-Werke ist der älteste bekannte Film, der mit dem Cinématographen produziert wurde. Auch wenn Louis Lumière 1948 in dem letzten Interview vor seinem Tod angab, dass der Film bereits im Sommer 1894, also lange vor dem entscheidenden Entwicklungsschritt bei der Erfindung des Cinématographen, entstanden sei, nimmt man heute den 19. März 1895 als das Entstehungsdatum des erhaltenen Films an. Für die Dreharbeiten wurde der Cinématographe vor dem Eingangstor der Lumière-Werke an der Rue Saint-Victor, der heutigen Rue du Premier Film, aufgestellt. Bedient wurde die Kamera von Louis Lumière, sein Bruder Auguste dirigierte die Angestellten, die sich auf sein Zeichen hin in Bewegung setzten.
Es sind mehrere verschiedene Fassungen des Films bekannt, die vermutlich alle im Frühjahr oder Sommer 1895 gedreht wurden. Die Fassungen entstanden in nachfolgenden Entwicklungsstufen des Cinématographen; darüber hinaus versuchten Louis und Auguste Lumière den Bildaufbau weiter zu verbessern, indem die Kamera jeweils neu positioniert wurde. So wird in der jüngsten bekannten Version von Arbeiter verlassen die Lumière-Werke die „Handlung“ des Films durch das Öffnen und Schließen der Fabriktore eingerahmt. Neben den drei ursprünglichen Fassungen, die von Filmhistorikern anhand einzelner Elemente wie dem ausfahrenden Fuhrwerk (das entweder von einem oder zwei Pferden gezogen wird, beziehungsweise nicht im Film auftritt) unterschieden werden, wurde der Film 1896 oder 1897 aufgrund der hohen Nachfrage nach Kopien des verschlissenen Originalnegativs neu aufgenommen.

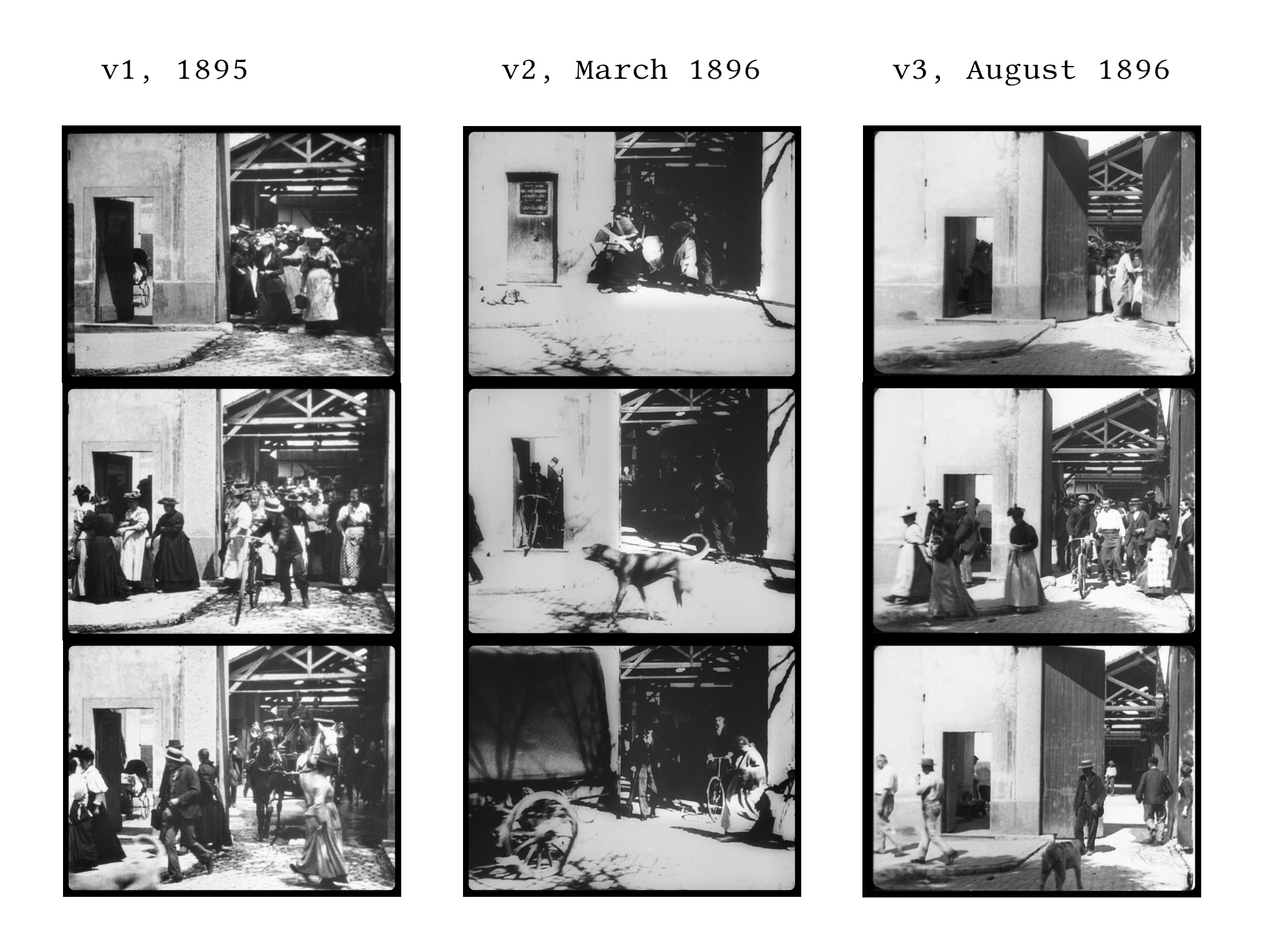
Vergleich der 1895 und 1896 entstandenen Versionen von Arbeiter verlassen die Lumière-Werke

## Aufführungsgeschichte

### Präsentation in wissenschaftlichen Zirkeln

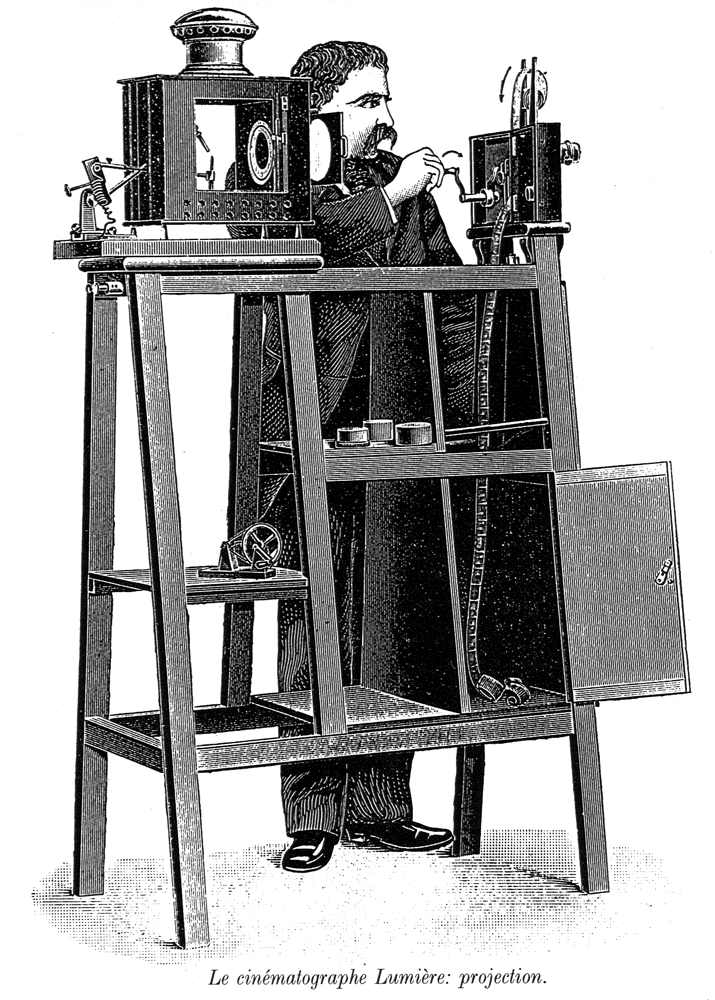
Filmvorführung mit dem Cinématographen (Zeichnung von Louis Poyet)

Drei Tage nach der Produktion der ersten Fassung von Arbeiter verlassen die Lumière-Werke stellten Louis und Auguste Lumière ihre Erfindung am 22. März 1895 vor der Société d’encouragement pour l’industrie nationale („Gesellschaft für die Förderung der nationalen Industrie“) in Paris vor. Im Rahmen eines Vortrags über die Leistungen und Produkte seines Unternehmens zeigte Louis Lumière zuerst Fotografien der Werkstätten, bevor er dann dem überraschten Auditorium in bewegten Bildern zeigte, wie die Angestellten die Fabrik verlassen. Der hier erstmals gezeigte Streifen diente also nicht nur dazu, den neu erfundenen Cinématographen vorzustellen, sondern war auch ein „Werbefilm“, in dem die Größe des Unternehmens anhand der vielen Menschen, die in Arbeiter verlassen die Lumière-Werke zu sehen sind, vermittelt wurde. Die Mitglieder der Gesellschaft, die mit Edisons Kinetoskop vertraut waren, waren von der Projektion des Films gefesselt und verlangten von Lumière die Wiederholung der Vorführung.
Nach der ersten erfolgreichen Präsentation von Arbeiter verlassen die Lumière-Werke nahmen Louis und Auguste Lumière im Frühjahr und Sommer 1895 zahlreiche Filme in Lyon sowie an ihrem Sommersitz in der südfranzösischen Hafenstadt La Ciotat auf. Mit ihren gerade einmal 50 Sekunden dauernden Aufnahmen dokumentierten sie ähnlich wie in ihrem Erstlingswerk Szenen aus der Arbeitswelt, aber auch Alltägliches wie das Füttern eines Kleinkinds (Babys Frühstück).
Am 10. Juni 1895 stellten Louis und Auguste Lumière während eines mehrtägigen Kongresses der französischen Fotografenvereinigung in Lyon erstmals eine Auswahl ihrer Filme in einem größeren Rahmen vor. Zuvor hatten sie die Ankunft der Konferenzteilnehmer gefilmt. Diese Aufnahmen wurden zusammen mit Arbeiter verlassen die Lumière-Werke und sechs anderen Filmen vorgeführt. Die Projektionen lösten beim Fachpublikum Begeisterung aus; der Astronom Jules Janssen beschrieb die Vorführung als „das große Ereignis der Session“.
In den folgenden Monaten fanden weitere private Vorführungen der Lumière-Filme für Mitglieder fotografischer und wissenschaftlicher Gesellschaften statt, unter anderem im November 1895 auch erstmals in Belgien. Arbeiter verlassen die Lumière-Werke zählte bei allen Aufführungen zu den vorgestellten Filmen. Berichte über diese Veranstaltungen in den Fachzeitschriften erweckten ein großes Interesse an dem Cinématographen. Angesichts der zahlreichen Anfragen nach weiteren Filmvorführungen entschlossen sich die Lumières, eine erste kommerzielle Vorführung ihrer Filme vorzubereiten. Parallel dazu baute der Ingenieur Jules Carpentier 200 Exemplare des Cinématographen für die weitere Vermarktung der Erfindung.

### Kommerzielle Vorführungen

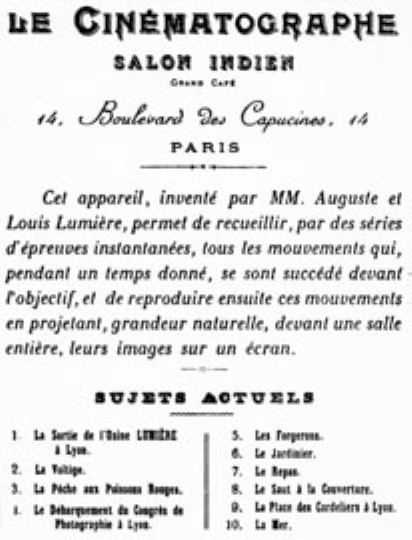
Programm der ersten Vorführungen im Salon Indien du Grand Café

Antoine Lumière mietete einen Kellerraum im Grand Café am Pariser Place de l’Opéra an und bereitete dort eine erste Präsentation vor. Die erste Vorführung fand am 28. Dezember 1895 vor Theaterbetreibern und Pressevertretern, aber ohne die Erfinder des Cinématographen statt. Innerhalb einer Viertelstunde wurden zehn Filme gezeigt, gemäß dem überlieferten Programm wurde die Vorstellung mit Arbeiter verlassen die Lumière-Werke eröffnet. Insgesamt fanden sich am 28. Dezember nur 33 zahlende Kunden ein. In den folgenden Tagen stieg die Zahl der Interessenten aber kontinuierlich an, so dass im Januar 1896 bis zu 2500 Zuschauer täglich die Vorführungen besuchten.
Auch wenn heute vielfach der 28. Dezember 1895 als die Geburtsstunde des Kinos betrachtet wird, waren Louis und Auguste Lumière nicht die Ersten, die Filme projizierten und einem zahlenden Publikum vorführten. Unabhängig von ihnen wurden in den Vereinigten Staaten (durch die Latham-Brüder), in Großbritannien (durch Birt Acres und Robert W. Paul) und in Deutschland (durch Max und Emil Skladanowsky sowie durch Oskar Messter) Filmprojektoren entwickelt. Die anfängliche technische Überlegenheit und vor allem die professionelle Vermarktung des Cinématographen führten aber dazu, dass die Lumières innerhalb weniger Monate zu den führenden Filmproduzenten wurden.
Durch die Lizenzierung ihrer Erfindung an ausgebildete Kameraoperateure kontrollierten die Brüder Lumière vollständig die Vermarktung des Cinématographen. Die früheren Aufnahmen von Louis Lumière fanden so in kurzer Zeit eine weltweite Verbreitung. Innerhalb eines Jahres wurde der Cinématographe in zahlreichen europäischen Staaten, in Nordamerika, Mexiko, Nordafrika, Indien, Japan und Australien präsentiert. Ende Januar 1896 stellten die Lumières ihre Filme der breiten Öffentlichkeit in ihrer Heimatstadt Lyon vor, am 20. Februar 1896 folgte die erste Vorführung des Cinématographen in London. Am 20. März 1896 wurde der Cinématographe erstmals in Wien vor geladenen Gästen in der K. K. Graphischen Lehr- und Versuchsanstalt vorgeführt. In Deutschland fand die erste öffentliche Vorführung am 20. April in Köln auf Einladung des filmbegeisterten Unternehmers Ludwig Stollwerck statt. Am 29. Juni 1896 begann schließlich ein Gastspiel der Société Lumière am New Yorker Union Square Theater, wo der Cinématographe schnell Edisons Vitascope-System an Popularität übertraf. An allen Orten zählte Arbeiter verlassen die Lumière-Werke zum Premierenprogramm.
Im Frühjahr 1897 lösten die Lumières ihr Monopol auf und verkauften ihre produzierten Filme und Geräte auch an unabhängige Filmvorführer. Louis und Auguste Lumière beschäftigten sich wieder hauptsächlich mit der Fotografie und verkauften die Patentrechte am Cinématographen an den Unternehmer Charles Pathé. Der letzte Katalog der Société Lumière erschien 1905 und umfasste 1422 Titel, darunter auch La Sortie des usines Lumière als Film No. 91.

## Rezeption

### Zeitgenössische Rezeption

#### Reaktionen des Publikums

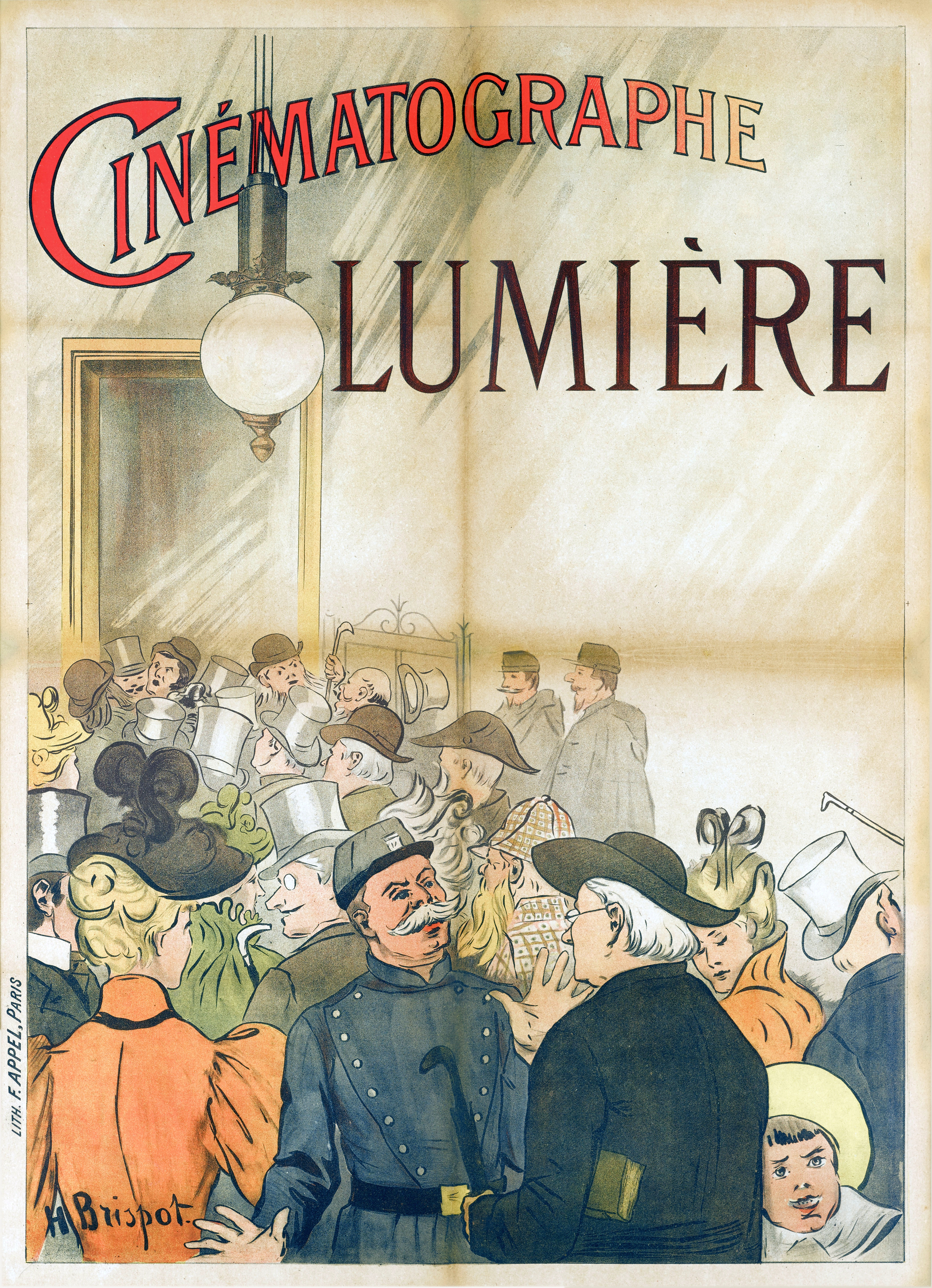
Werbeplakat von Henri Brispot aus dem Jahr 1896: Beworben wird nicht ein einzelner Film, sondern das Erlebnis der Filmvorführung

Während die Vorführungen der Brüder Lumière vor wissenschaftlichen und fotografischen Gesellschaften im Laufe des Jahres 1895 ein ausführliches Echo in der Fachpresse gefunden hatten, blieb die kommerzielle Premiere des Cinématographe Lumière am 28. Dezember mangels rechtzeitiger Werbung von der Presse weitgehend unbeachtet. Die anwesenden Theaterbetreiber, unter ihnen der spätere Filmpionier Georges Méliès, erkannten sofort die Möglichkeiten der Vermarktung, mussten aber einsehen, dass die Lumières ihre Erfindung nicht verkaufen wollten. Die einzigen Pressevertreter, Reporter der weniger bekannten Zeitungen Le Radical und La Poste, berichteten von Bildern, die in ihrem Detailreichtum nicht nur eine „perfekte Illusion des wahren Lebens“ lieferten, sondern dieses Leben auch konservieren und reproduzieren konnten. Der Tod habe dadurch aufgehört, endgültig zu sein.
Als sich durch Mundpropaganda innerhalb weniger Tage der kommerzielle Erfolg in Paris einstellte, stand das Erlebnis, „bewegte Fotografien“ in bisher unbekannter Qualität zu sehen, im Vordergrund der öffentlichen Rezeption der Lumière-Filme. Auf die Inhalte der einzelnen Kurzfilme wurde weniger eingegangen, die Schauwerte waren dem Publikum des frühen Kinos wichtiger. Die Filmhistoriker Tom Gunning und André Gaundreault prägten für diese frühe Rezeption des Mediums Film den Begriff Kino der Attraktionen.
Auch wenn Arbeiter verlassen die Lumière-Werke nicht so spektakulär wie die Einfahrt eines Zuges in den Bahnhof von La Ciotat war, wurden die dargestellten Menschenmassen des Films in mehreren Zeitungsberichten des Jahres 1896 ausführlich beschrieben. Eine frühe Pariser Kritik gab den Eindruck wieder, den Arbeiter verlassen die Lumière-Werke hinterlassen hatte, als sich die Projektion des fotografischen Bildes plötzlich in Bewegung setzte: „Das Tor einer Fabrik öffnet sich und hunderte von Arbeitern und Arbeiterinnen strömen heraus, Fahrräder, rennende Hunde, Wagen – alles bewegt und verströmt sich.“
Daneben wurde auch die realistische Darstellung der Arbeiterschaft in diesem Film gelobt; der britische Kritiker O. Winter sah sogar eine Parallele zu dem literarischen Naturalismus eines Émile Zola. Ein Rezensent des New York Dramatic Mirror meinte anlässlich der New Yorker Premiere von Arbeiter verlassen die Lumière-Werke, dass die Darstellung so präzise war, dass der für die Vorführung angestellte Erklärer, der die Bedeutung der Bilder erläutern sollte, gar nicht nötig gewesen war – „Die Bilder […] sprechen für sich.“

#### Vorbild für andere Aktualitätenfilme
Die einfache Darstellung der Alltagswelt in Arbeiter verlassen die Lumière-Werke wurde stilbildend für andere Filme, mit denen die Lumières, aber auch nachfolgende Filmemacher, ihre Umwelt porträtierten. Dokumentarische Aufnahmen von Passanten an markanten Plätzen, während der Arbeit oder bei besonderen Anlässen finden sich in vielen Filmen, die als Vorläufer der Wochenschauen gelten. In den Katalogen der Société Lumière nahmen diese Actualités genannten Streifen den größten Anteil ein.
Als eines der am häufigsten imitierten Motive der frühen Lumière-Filme gilt das Sujet der Arbeiter am Feierabend. Es wurde in dem ersten Jahrzehnt der Filmgeschichte vielfach kopiert. Der im Herbst 1896 von Edison veröffentlichte Film Clark’s Thread Mill ahmte Louis Lumières Film genauso nach wie der von Ludwig Stollwerck in Auftrag gegebene Film Feierabend einer Kölner Fabrik, der am 23. Mai 1896 erstmals aufgeführt wurde.
Die Beliebtheit dieser Remakes beruhte einerseits darauf, dass ein großer Teil des Publikums aus der Arbeiterschaft kam und sich in den gezeigten Filmen selbst erkannte. Andererseits sprach das Publikum der lokale Bezug an, wenn bekannte Bauwerke oder Fabriken aus der eigenen Stadt zu erkennen waren. Noch im Jahr 1901 empfahl das Filmunternehmen Hepworth and Co. in dem britischen Branchenblatt The Showmen den reisenden Filmvorführern, unbedingt einen lokalen Film in ihr Programm aufzunehmen. Die größte Zugkraft habe immer ein Film, der vor Ort an einem Fabriktor aufgenommen werde, da dann die Fabrikarbeiter in Hunderten mit ihren Angehörigen zu den Vorführungen kommen würden, um sich selbst auf der Leinwand zu erleben.
Aus den zahlreichen Imitationen von Arbeiter verlassen die Lumière-Werke entwickelte sich in Großbritannien das kurzlebige Genre der factory gate films („Fabriktorfilme“), zu deren bedeutendsten Produzenten der Filmvertreiber Mitchell and Kenyon zählte. Das Unternehmen beschäftigte mehrere Kameraoperateure, die durch die britische Provinz zogen und dabei nicht nur Aufnahmen an Fabriktoren, sondern auch vom sonstigen Alltag der Bevölkerung anfertigten. Mitchell and Kenyons Aktualitätenfilme gelten heute als die bedeutendsten filmischen Dokumente der Edwardianischen Epoche (1901 bis 1914).

### Moderne Reverenzen
Das in die Filmgeschichte eingegangene Sujet von Arbeitern, die die Fabrik verlassen, wurde auch in der Tonfilmära von verschiedenen Regisseuren aufgegriffen. Auch wenn nicht jede Szene, die vor einem Fabriktor spielt, als Reverenz an Louis Lumières Film aufgefasst werden kann, gibt es einige Filme, in denen die Inszenierung eindeutig an das historische Vorbild angelehnt ist.
So ruft nach Ansicht des Godard-Biografen Douglas Morrey die Schlussszene des 1970 von der Groupe Dziga Vertov veröffentlichten Films Pravda unweigerlich Arbeiter verlassen die Lumière-Werke ins Gedächtnis. Eine Variation der Szene vor dem Fabriktor des Lumière-Werkes ist Bestandteil der Eröffnungssequenz von Michelangelo Antonionis Spielfilm Blow Up. Trotz einer völlig anderen Bildgestaltung enthält auch der in Ägypten angesiedelte Film Zu früh / Zu spät von Jean-Marie Straub und Danièle Huillet eine Reverenz an Arbeiter verlassen die Lumière-Werke.
Deutlich erkennbarer sind die Bezüge zu den Brüdern Lumière in einigen Dokumentarfilmen und Experimentalfilmen. In Harun Farockis Arbeiter verlassen die Fabrik von 1995 ist der Lumière-Film Ausgangspunkt des Essayfilms; in Hartmut Bitomskys Dokumentarfilm Der VW-Komplex von 1989 orientiert sich die Schlusseinstellung bewusst an das historische Vorbild. Die österreichischen Experimentalfilmer Peter Tscherkassky und Siegfried A. Fruhauf nutzten das Originalmaterial von Arbeiter verlassen die Lumière-Werke auf sehr unterschiedliche Weise. Fruhauf gestaltete 1998 mit La Sortie ein Remake, in dem der Bewegungsablauf der Arbeiter mehrfach wiederholt wird, sich zur Raserei beschleunigt und schließlich in einem sogenannten „Freeze Frame“ erstarrt. Peter Tscherkasskys Kurzfilm Motion Picture (La sortie des Ouvrier de l'Usine Lumiére á Lyon) von 1984 zählt zu den Found-Footage-Filmen: Er projiziert den Lumière-Film auf eine Reihe von Filmstreifen, wodurch das Bild in einzelne Spalten zerlegt wurde. Damit interpretiert Tscherkassky die Künstlichkeit der Inszenierung Lumières, die bereits von den Avantgardefilmern der 1920er Jahre bei der ersten „Wiederentdeckung“ der frühen Lumière-Filme als künstlerische Werke erkannt wurde.

### Filmhistorische Bewertung

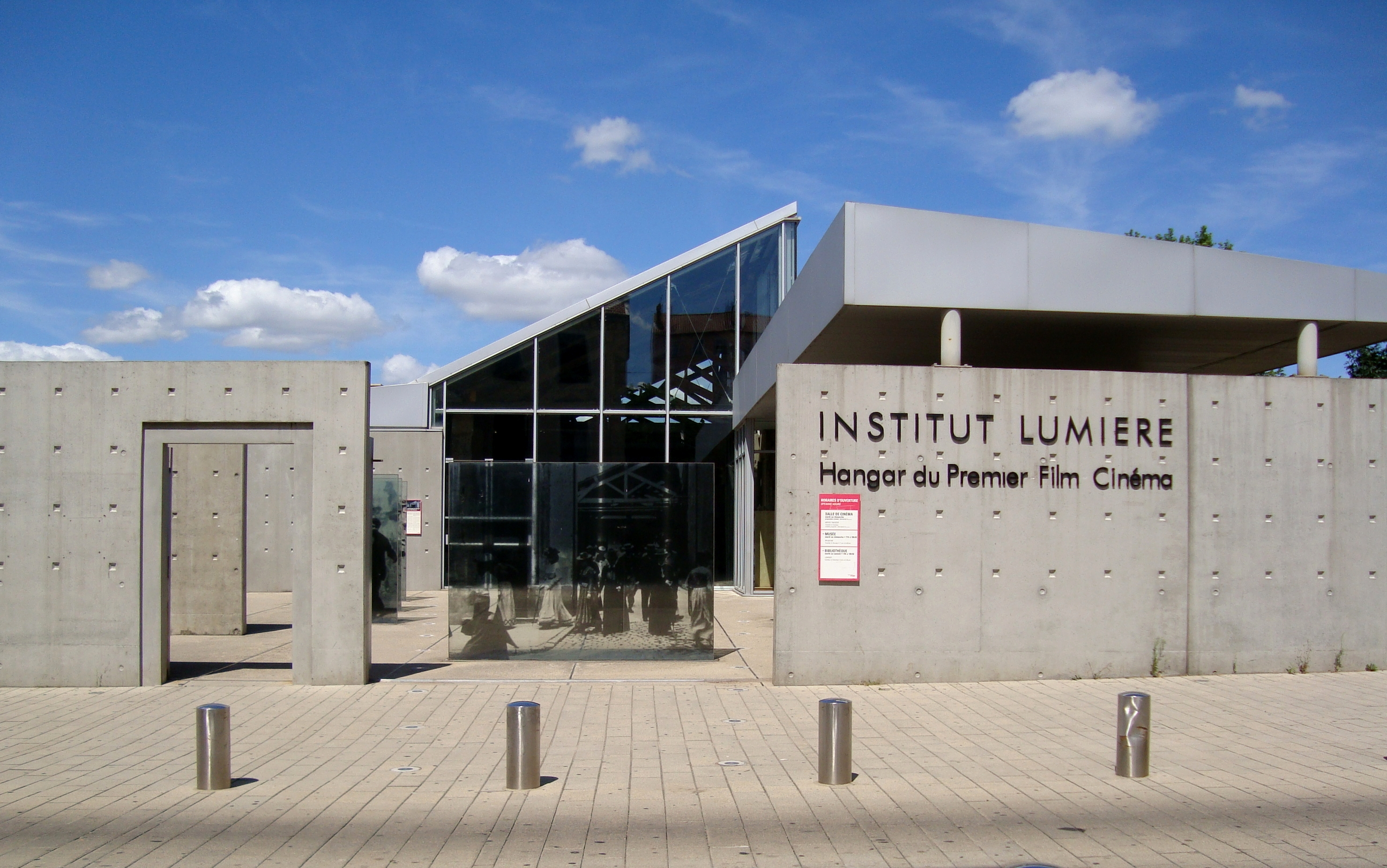
Heutige Ansicht der Lumière-Werke: Auf der Glasplatte vor dem Hangar du Premier Film ist ein Standbild aus dem Film Arbeiter verlassen die Lumière-Werke zu sehen.

Die geschichtliche Bedeutung von Arbeiter verlassen die Lumière-Werke als dem ersten veröffentlichten Film der Brüder Lumière ist unter Filmhistorikern unbestritten. Trotz der kommerziellen Erfolge von Edisons Kinetoskop brachte erst der Cinématographe den Durchbruch für die neue Technik Film, er markierte den „Höhepunkt der Vorgeschichte des Kinos“. Die Produktionen der Société Lumière spielten allerdings, so der Medienwissenschaftler Werner Faulstich, „für die Ausbildung des Film als Medium, als komplexes System rasch keine Rolle mehr“.
Die ästhetische Bewertung von Arbeiter verlassen die Lumière-Werke hat dagegen seit den 1970er Jahren einen Wandel durchlaufen; der dokumentarische und narrative Charakter des Films wurde teilweise neu bewertet. Der Film galt lange Zeit als „erstes Exponat jener Traditionslinie, die dem kinematographischen Status des Protokollmediums exemplarisch zu entsprechen schien und in Opposition zum Spielfilm stand“. Der Filmhistoriker Tom Gunning siedelt die Lumièreschen Actualitès aber vor dem Dokumentarfilm an. Er bezeichnet diese Filmform als „Ansicht“, die den Zeigegestus des frühen nicht-fiktionalen Films vom argumentativen Gestus des späteren Dokumentarfilms terminologisch abgrenzt.
Gerade der Vergleich der verschiedenen bekannten Versionen des Films zeigt, dass Arbeiter verlassen die Lumière-Werke wie ein Spielfilm inszeniert wurde. Die Mise-en-scène, der Bildaufbau, ist eher von ästhetischen Gesichtspunkten als von den realen Begebenheiten bestimmt. Mit dem Öffnen der Fabriktore zu Beginn des Films und dem Wiederverschließen am Ende stellte Lumière eine Symmetrie her, um „der dargestellten Handlung eine einzigartig gültige Form zu geben“. Dadurch ist Arbeiter verlassen die Lumière-Werke nach Ansicht von Karin Bruns ein frühes Beispiel dafür, dass „Wirklichkeiten zugleich abgebildet – also ‚dokumentiert‘ – und konstruiert, also im Verfahren des Reenactment nachgestellt“ wurden. Louis Lumière platzierte seine Kamera bewusst so, dass eine logische Erzählstruktur vermittelt werden konnte. André Gaudreault bezeichnet Arbeiter verlassen die Lumière-Werke aufgrund dieser Erzählstruktur als einen narrativen Film und widerspricht damit Semiotikern wie Algirdas Julien Greimas oder Tzvetan Todorov, die generell bei narrativen Filmen eine minimale narrative Entwicklung voraussetzen. Die traditionelle Unterscheidung, nach der die Lumières nicht-narrative Filme produzierten, Georges Méliès aber als Vater des narrativen Films galt, sei somit nicht mehr gültig.
Zusätzlich zur Mise-en-scène ist laut Thomas Elsaesser eine Mise en abyme im Film zu beobachten, da innerhalb des Bildrahmens die Handlungen am Fabriktor an der daneben liegenden kleineren Seitentür wiederholt werden. Neben der Symmetrie der Handlung zeichnet sich Arbeiter verlassen die Lumière-Werke durch eine zuvor unbekannte Ausnutzung der Raumtiefe aus. Die Bewegung der Arbeiter vor der Kamera setzt sich offensichtlich außerhalb des Bildrahmens (off frame) fort, wodurch der Eindruck der Bildtiefe, den die offene Fabrik freigibt, weiter gesteigert wird.
Der Filmhistoriker Charles Musser sieht zusätzlich zu den räumlichen Ebenen auch verschiedene inhaltliche Ebenen. Die gezeigte Szene bildet örtlich und zeitlich einen Übergang zwischen der Arbeitswelt innerhalb der Fabrik und der Freizeitwelt außerhalb des Fabriktors. Des Weiteren dokumentiert der Film den Paternalismus der Société Lumière. Für den Lumière-Biografen Georges Sadoul wurde Arbeiter verlassen die Lumière-Werke schließlich zu einem unbeabsichtigten Dokumentarbericht über eine reiche französische Familie gegen Ende des 19. Jahrhunderts.